# Barza Foulbé
Barza Foulbé est une localité du Cameroun située dans l'arrondissement de Gazawa, le département du Diamaré et la région de l’Extrême-Nord. Elle fait partie du canton de Gazawa rural.

## Population
En 1975, la localité comptait 249 habitants, dont 149 Peuls et 100 Mofu.
Lors du recensement de 2005, on y a dénombré 336 personnes.

## Hydraulique
Il existe un puits d’eau en exploitation à Barza Fulbé. Par contre, l’approvisionnement en eau pour ce village est insuffisant selon le Groupe d'initiative commune d’action pour le développement (GRADEV).